# Fakhruddin Ahmed
Fakhruddin Ahmed (né le 1er mai 1940) est un homme politique bangladais, conseiller principal du Bangladesh du 12 janvier 2007 au 6 janvier 2009, succédant à Fazlul Haque.